# Weston (Connecticut)
Weston est une ville située dans le comté de Fairfield, dans l'État du Connecticut (États-Unis). Lors du recensement de 2010, sa population s’élevait à 10 179 habitants.

## Géographie
Selon le Bureau du Recensement des États-Unis, la superficie de la municipalité est de 20,67 milles carrés (53,54 km2), dont 19,80 milles carrés (51,28 km2) de terres et 0,88 milles carrés (2,28 km2) de plans d'eau (soit environ 4 %).

## Histoire

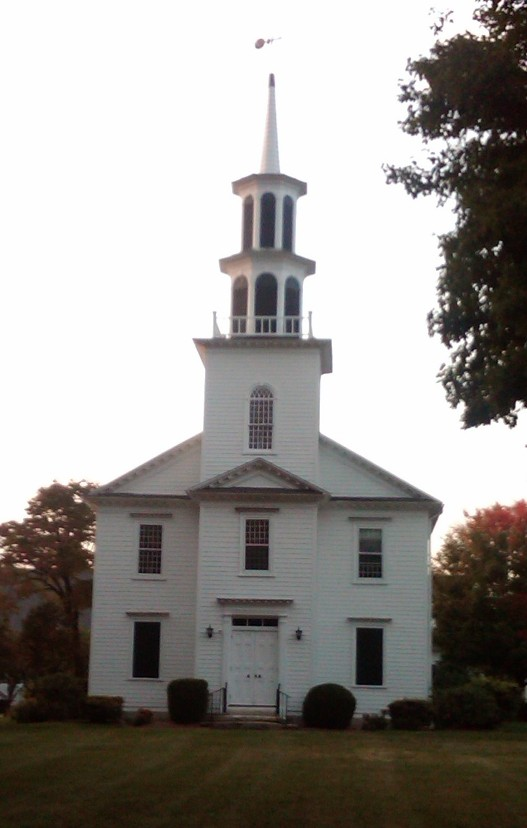
Une des églises de Weston inscrites au Registre national des lieux historiques.

Appelée Aspetuck par les amérindiens, Weston devient une municipalité en 1787. Elle formait jusqu'alors la partie occidentale (west) de Fairfield.

## Démographie
D'après le recensement de 2000, il y avait 10 037 habitants, 3 312 ménages, et 2 811 familles dans la ville. La densité de population était de 195,7 hab/km2. Il y avait 3 532 maisons avec une densité de 68,9 maisons/km2. La décomposition ethnique de la population était : 95,75 % blancs ; 0,88 % noirs ; 0,11 % amérindiens ; 1,94 % asiatiques ; 0,10 % natifs des îles du Pacifique ; 0,25 % des autres races ; 0,98 % de deux ou plus races. 2,05 % de la population était hispanique ou Latino de n'importe quelle race.
Il y avait 3 312 ménages, dont 49,8 % avaient des enfants de moins de 18 ans, 78,4 % étaient des couples mariés, 5,0 % avaient une femme qui était parent isolé, et 15,1 % étaient des ménages non-familiaux. 11,2 % des ménages étaient constitués de personnes seules et 4,9 % de personnes seules de 65 ans ou plus. Le ménage moyen comportait 3,03 personnes et la famille moyenne avait 3,28 personnes.
Dans la ville la pyramide des âges était 33,2 % en dessous de 18 ans, 2,7 % de 18 à 24, 25,5 % de 25 à 44, 28,9 % de 45 à 64, et 9,7 % qui avaient 65 ans ou plus. L'âge médian était 40 ans. Pour 100 femmes, il y avait 96,5 hommes. Pour 100 femmes de 18 ans ou plus, il y avait 92,9 hommes.
Le revenu médian par ménage de la ville était 146 997 dollars US, et le revenu médian par famille était $162 032. Les hommes avaient un revenu médian de $100 000+ contre $55 956 pour les femmes. Le revenu par habitant de la ville était $74 817. 1,9 % des habitants et 1,3 % des familles vivaient sous le seuil de pauvreté. 1,3 % des personnes de moins de 18 ans et 1,5 % des personnes de plus de 65 ans vivaient sous le seuil de pauvreté.
| 1790  | 1800  | 1810  | 1820  | 1830  | 1840  |
| ----- | ----- | ----- | ----- | ----- | ----- |
| 2 469 | 2 680 | 2 618 | 2 767 | 2 997 | 2 561 |

| 1850  | 1860  | 1870  | 1880 | 1890 | 1900 |
| ----- | ----- | ----- | ---- | ---- | ---- |
| 1 056 | 1 117 | 1 054 | 918  | 772  | 840  |

| 1910 | 1920 | 1930 | 1940  | 1950  | 1960  |
| ---- | ---- | ---- | ----- | ----- | ----- |
| 831  | 703  | 670  | 1 053 | 1 988 | 4 039 |

| 1970  | 1980  | 1990  | 2000   | 2010   | - |
| ----- | ----- | ----- | ------ | ------ | - |
| 7 417 | 8 284 | 8 648 | 10 037 | 10 179 | - |